# Hvězdoš podzimní

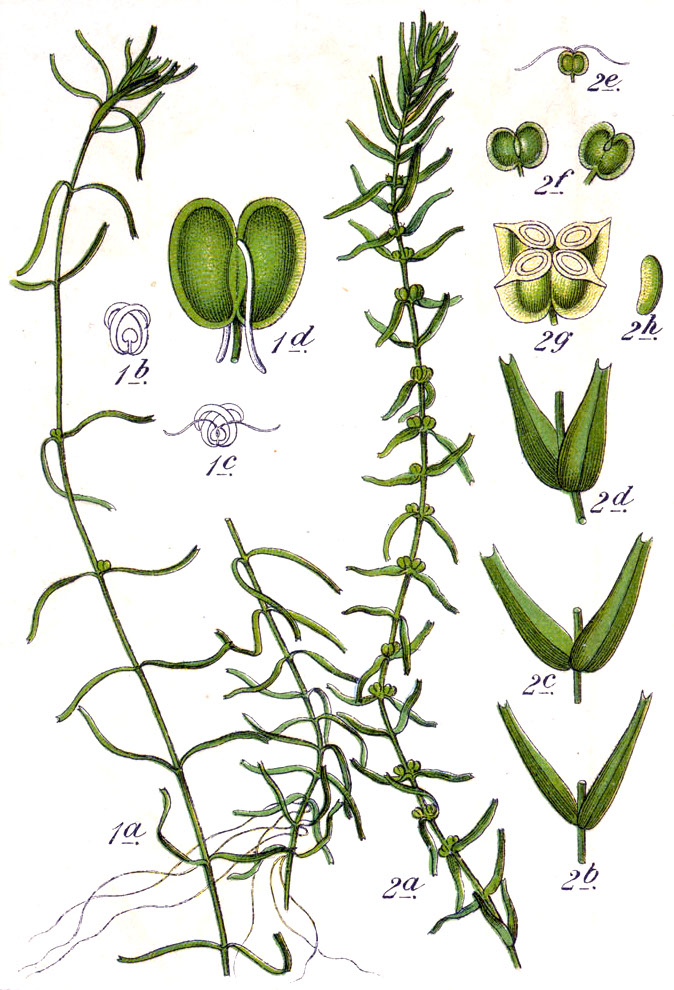
Číslo 2 (vpravo) - zobrazení hvězdoše podzimního

Hvězdoš podzimní (Callitriche hermaphroditica) je jediný druh rodu hvězdoš rostoucí v České republice, který je vázán výhradně na submersní prostředí, tj. roste stále zcela ponořený pod vodní hladinou a na rozdíl od ostatních druhů hvězdoše nevytváří vrcholová růžice listů ani pozemní formy.

## Výskyt
Je rozšířen téměř na celé severní polokouli, zejména od 50° severní zeměpisné šířky severněji. V Evropě roste v severním Německu a Polsku, v Pobaltí, Dánsku, Skandinávii, na Britských ostrovech a Islandu. Vyskytuje se také na severu Ruska přes Sibiř až po Dálný východ a v severních oblastech Číny. Rozšířen je také v Severní Americe, v Spojených státech, Kanadě a Grónsku. Vyskytuje se převážně v nadmořských výškách do 2000 m, v Číně i ve 4000 až 5000 m.
Severně České republiky prochází jižní hranice souvislého areálu, česká arela je od ní izolována. Tento druh byl na území republiky objeven teprve roku 1980 a později byl poznán ve dvou herbářových položkách z konce 19. století. Postupně bylo uvedeno téměř 30 lokalit s jeho výskytem, na kterých v současnosti již neroste; aktuálně je znám pouze výskyt u obce Jedlová na Poličsku (ověřen r. 2012). Sporadicky se objevuje v severovýchodních Čechách a severní části Českomoravské vrchoviny.
Roste v plytkých stojatých i mírně tekutých vodách jako jsou jezera, vodní nádrže a řeky s oligotrofní, mezotrofní, příležitostně i eutrofní vodou, může vyrůstat i v brakické vodě v ústí řek. V ČR je pozorován hlavně v litorálu rybníků a vodních nádrží s čistou vodou. Je to konkurenčně velmi slabý druh, na stanovištích se vyskytuje převážně pouze krátkodobě.
V České republice roste především ve společenstvech fytocenologického svazu Batrachion aquatilis.

## Popis

### Rostlina
Jednoletá vodní rostlina která celý svůj život tráví pod vodní hladinou a plytce koření ve dnu. Bělavé větvící se lodyhy bývají dlouhé od 10 do 60 cm a tlusté asi 1 mm, jsou lysé, pouze v paždí listů mají šupinkovité chlupy. Lodyhy jsou hustě olistěné vstřícnými listy čárkovitého tvaru, mívají délku do 15 mm a šířku jen 0,5 až 1,5 mm a směrem vzhůru se ještě postupně zmenšují, protistojné listy u báze vzájemně nesrůstají. Jejich velmi tenké jednožilné čepele jsou téměř průhledné, vrcholky bývají vykrojené a mají barvu nažloutlou, bronzově zelenou až sytě zelenou.
Jednopohlavné květy bez okvětí i listenů vyrůstají v uzlinách lodyh po dvou protistojně, jejich pohlaví jsou stejná nebo opačná. Samičí mají svrchní dvoupouzdrý semeník se 4 vajíčky ze kterého vybíhají dvě jemné, brzy opadávající čnělky, dlouhé do 5 mm, které jsou z počátku vzpřímené a postupně se ohýbají nazpět. Samčí mají tyčinku s nitkou o délce do 1 mm nesoucími prašník s bezbarvým pylem.
První plody se objevují v srpnu, jsou to okrouhlé nebo široce eliptické tvrdky v suchém stavu průměrně dlouhé 1,2 až 1,6 mm a široké 1,1 až 1,6 mm, ve zralosti jsou hnědé až tmavě hnědé barvy, po stranách merikarpií mají křídla široká průměrně 0,1 až 0,3 mm. Jejich 4 merikarpia (semena) jsou srostlá jen na břišní straně, proto jsou boční rýhy mezi nimi hluboké. Počet chromozomů (2n) = 6.

### Opylování
Tato hydrogamní rostlina vykvétá od počátku července, za příhodných podmínek někdy kvete až do listopadu, k opylení i dozrání plodů dochází pod vodou. Smáčívá pylová zrna jsou víceméně kulovitá a protože nehrozí nebezpečí vyschnutí nemají téměř žádnou exinu (ochrannou vnější vrstvu). Vyprášený pyl z prašníků splývá vodou na blizny, případně se květy přiblíží k sobě a prašníky se s bliznami mohou přímo dotknout. U tohoto druhu bylo zjištěno předčasné klíčení pylu, který se pak vodou volně šíří jako propletená vrstva pylových láček. Rostlina se ve většině případů opylí geitonogamicky (pylem z jiného květu téže rostliny) nebo méně často cizosprašně (pylem z jiné rostliny).

### Rozmnožování
Rostliny se mohou rozmnožovat vegetativně, kdy se rostliny množí úlomky lodyh které dobře zakořeňují, vytvářejí se tak celé klonální kolonie nebo pohlavně, tj. semeny.

## Taxonomie
Hvězdoš podzimní je jediný v ČR rostoucí druh který přísluší do vývojově původnější sekce Pseudocallitriche rodu hvězdoš. Podle velikosti plodů bývají některými botaniky uznávány dva poddruhy které definoval Richard Lansdown okolo roku 2006 přibližně takto:
- Callitriche hermaphroditica L. subsp. hermaphroditica

tvrdky 1,2 až 1,6 × 1,2 až 1,7, křidélka široká 0,1 až 0,4 mm, hojnější jsou v jižních oblastech,
- Callitriche hermaphroditica L. subsp. macrocarpa (Hegelm.) Lansdown

tvrdky 1,6 až 2,4 x 1,7 až 2,8, křidélka široká 0,2 až 0,8 mm, hojnější v severních oblastech areálu

## Ohrožení
Hvězdoš podzimní se v poslední době ze svých evropských stanovišť hodně vytrácí. V České republice po svém rychlém rozšíření začal stejně hbitě mizet, někde bylo příčinou zintenzivnění rybníkářství, jinde zanikl zdánlivě bez příčin. V současnosti je v ČR na hranici vyhynutí. Proto je vyhláškou MŽP ČR č. 395/1992 Sb. prohlášen za druh silně ohrožený a Černým a červeným seznamem cévnatých rostlin České republiky za druh kriticky ohrožený.